# Music from Big Pink
Music from Big Pink ist das Debütalbum der kanadischen Folk- und Country-Rock-Gruppe The Band. Es erschien am 1. Juli 1968 auf dem Label Capitol Records. Obwohl Music from Big Pink von der Kritik gelobt wurde, ließen die Verkaufszahlen des Albums zunächst zu wünschen übrig. In den US-amerikanischen Billboard-Charts kam das Album schließlich immerhin auf Platz 30, was teils auch der Tatsache zu verdanken war, dass der damals sehr populäre Bob Dylan an drei der Songs mitgewirkt hatte. In Großbritannien scheiterte Music from Big Pink an den Top 40.
Trotz des geringen kommerziellen Erfolg zur Zeit seiner Veröffentlichung gilt Music from Big Pink neben dem braunen Album heute nicht nur als bestes Album der Band, sondern auch eines der besten und einflussreichsten Rockmusik-Alben überhaupt. So kam es auf der 2003 vom Rolling Stone veröffentlichten Liste der 500 besten Alben aller Zeiten auf Platz 34.
Stilistisch gesehen vermischt Music from Big Pink einer Reihe sehr verschiedener Genres, darunter Rock, Country, Folk, R&B und sogar klassische Musik. Der Name des Albums leitet sich von dem rosafarbenen Haus in West Saugerties, New York her, in dem die Band 1967, damals noch unter dem Namen The Hawks, zusammen mit Dylan gelebt und das Album The Basement Tapes aufgenommen hatte.

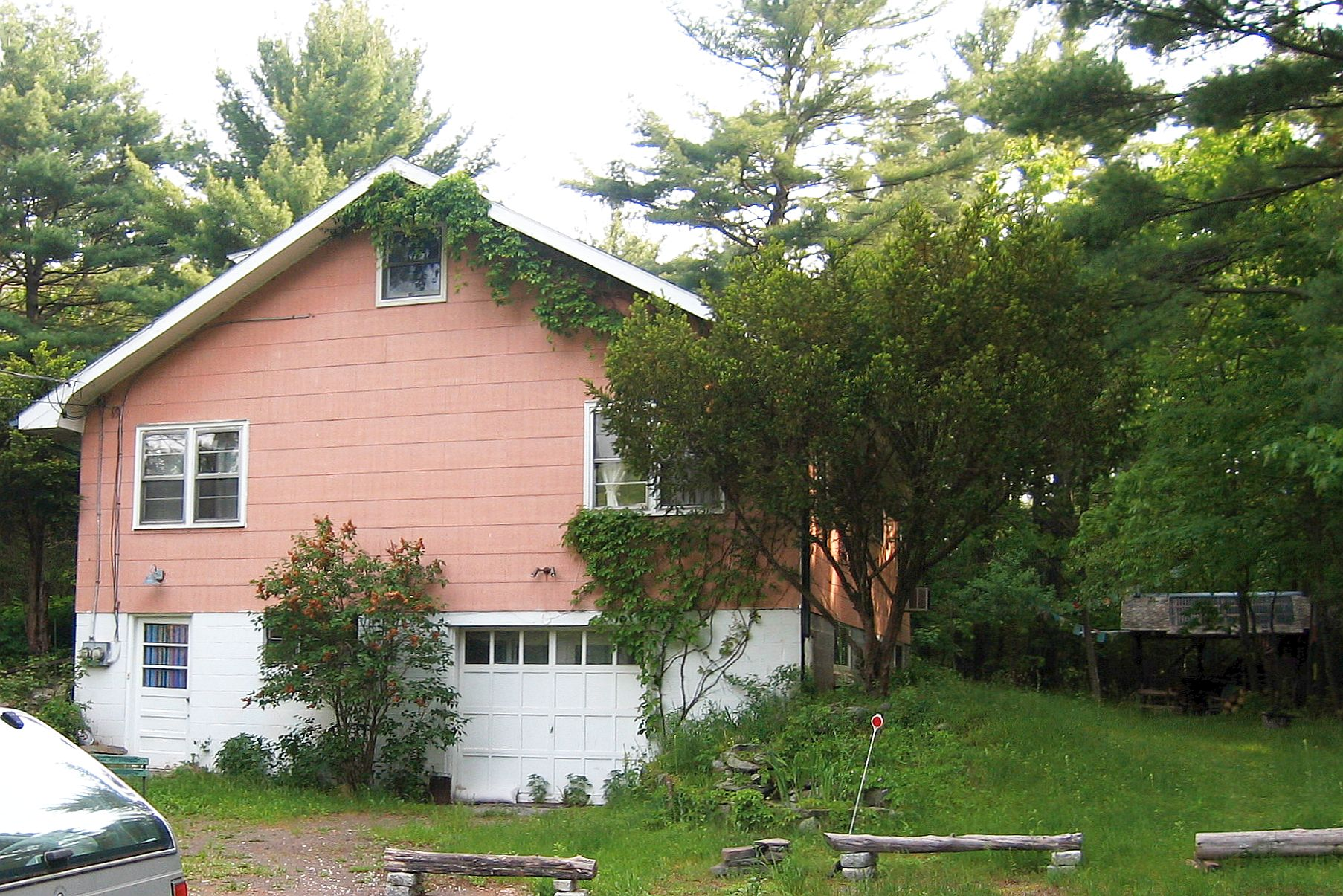
„Big Pink“, West Saugerties, New York

Ungefähr einen Monat nach Veröffentlichung von Music from Big Pink wurde eine einzige Single ausgekoppelt. The Weight, mit I Shall Be Released als B-Seite, kam zwar in den Billboard-Charts nur auf Platz 69, erreichte dafür aber in den UK Top 40 immerhin Platz 21. Zudem wurde The Weight 1969 in dem Kultfilm Easy Rider verwendet, wodurch der Song zu einem Klassiker wurde. Auf dem Soundtrack des Films war aufgrund rechtlicher Probleme jedoch nicht die Originalversion von The Band enthalten, sondern eine Coverversion von Smith.
Der schottische Autor John Niven beschrieb in seiner im Jahr 2005 erschienenen Novelle Music from Big Pink die Entstehung des Albums aus der Sicht eines fiktiven Drogendealers, der zu der Zeit Kontakt zu Dylan und der Band hatte.

## Trackliste

### A-Seite
1. Tears of Rage (Bob Dylan/Richard Manuel) – 5:23
2. To Kingdom Come (Robbie Robertson) – 3:22
3. In a Station (Manuel) – 3:34
4. Caledonia Mission (Robertson) – 2:59
5. The Weight (Robertson) – 4:38

### B-Seite
1. We Can Talk (Manuel) – 3:06
2. Long Black Veil (Danny Dill/Marijohn Wilkin) – 3:06
3. Chest Fever (Robertson) – 5:18
4. Lonesome Suzie (Manuel) – 4:04
5. This Wheel’s on Fire (Rick Danko/Dylan) – 3:14
6. I Shall Be Released (Dylan) – 3:19

### Wiederveröffentlichungen
Am 29. August 2000 veröffentlichte Capitol das Album auf CD mit folgenden Bonustracks:
1. Yazoo Street Scandal (Robertson) – 4:01 (Outtake)
2. Tears of Rage (Dylan/Manuel) – 5:32 (Alternate Take)
3. Katie’s Been Gone (Manuel) – 2:46 (Outtake)
4. If I Lose (Ralph Stanley) – 2:29 (Outtake)
5. Long Distance Operator (Dylan) – 3:58 (Outtake)
6. Lonesome Suzie (Manuel) – 3:00 (Alternate Take)
7. Orange Juice Blues (Blues for Breakfast) (Manuel) – 3:40 (Demo)
8. Key to the Highway (Big Bill Broonzy) – 2:28 (Outtake)
9. Ferdinand the Imposter (Robertson) – 3:59 (Demo)

Eine weitere Wiederveröffentlichung des Albums erfolgte am 31. August 2018 als sogenannte 50th Anniversary Edition; darauf diesmal die folgenden Bonustracks:
1. Yazoo Street Scandal (Outtake)
2. Tears of Rage (Alternate Take)
3. Long Distance Operator (Outtake)
4. Lonesome Suzie (Alternate Take)
5. Key To The Highway (Outtake)
6. I Shall Be Released (Acapella Version)